# 宮崎夏次系
宮崎 夏次系（みやざき なつじけい、1987年 - ）は、日本の女性漫画家。宮城県出身。旧筆名は夏次 系（なつじ けい）。
ペンネームに意味はないと言う。名前の由来は、自身の生まれた季節の「夏」、バイト中に目にして気に入った「次」、好きな形の「系」を組み合わせたもの。
高校では美術科を専攻し、美大を経て漫画家になる。

## 略歴
- 2009年、第56回ちばてつや賞一般部門にて、『赤い朝』で準入選受賞[5]。
- 『モーニング・ツー』40号（2010年11月22日、講談社）から『夕方までに帰るよ』を短期集中連載。
- 『モーニング・ツー』53号（2011年12月22日、講談社）から『変身のニュース』を連載。この作品より、「夏次系」を「宮崎 夏次系」と改名。
- 『モーニング・ツー』63号（2012年10月22日、講談社）から『僕は問題ありません』を連載。
- 『月刊モーニングtwo』2013年11月号（2013年9月22日、講談社）から『夢から覚めたあの子とはきっと上手く喋れない』を連載。
- 『月刊モーニングtwo』2015年1月号（2014年11月21日、講談社）から『ホーリータウン』を連載。

## 作品リスト

### 連載作品
- 夕方までに帰るよ（『モーニング・ツー』40号 - 45号、講談社）
- 変身のニュース（『モーニング・ツー』53号 - 61号[6]、講談社）
- 僕は問題ありません（『モーニング・ツー』63号（2012年12月号） - 2013年7月号[7]、講談社）
- 夢から覚めたあの子とはきっと上手く喋れない（『月刊モーニングtwo』2013年11月号 - 2014年6月号[8]、講談社）
- ホーリータウン（『月刊モーニングtwo』2015年1月号 - 9月号[9]、講談社）
- なくてもよくて絶え間なくひかる（『マンガワン』、小学館）
- アダムとイブの楽園追放されたけど…（『BABY!』2017年Vol.1 - Vol.6[10]→『ベビモフ』Vol.1[10] - Vol.12[11]、講談社）
- 培養肉くん（『コミックビーム100』Vol.6[12] - 、KADOKAWA）
- あなたはブンちゃんの恋（『モーニング・ツー』2020年7号[13] - 2022年10号）
- カッパのカーティと祟りどもの愛（『SHURO』2024年8月28日[14] - ）

### 読み切り作品
- と、ある日の忘れもの（2013年8月25日、『S-Fマガジン』2013年10月号、早川書房）
- なほちゃんの白いたまごやき（2014年2月2日、『ユースカ』第二号） - 「夢から覚めたあの子とはきっと上手く喋れない」に収録
- と、ある日の帰り道（2014年4月25日、『S-Fマガジン』2014年6月号、早川書房）
- LIFE（『ダ・ヴィンチ』2014年8月号、KADOKAWA） - フジファブリックの同名の楽曲を題材とした2ページのトリビュート作品[15]
- おまつり（2014年8月31日、『ユースカ』第三号）
- と、ある日のお弁当（『S-Fマガジン』2014年11月号、早川書房）
- と、ある日の兄と弟（『S-Fマガジン』2015年2月号、早川書房）
- オンジ（2015年5月5日、『ユースカ』第四号）
- と、ある日の解凍（『S-Fマガジン』2015年8月号、早川書房）
- と、ある日の僕のひも（2016年1月20日、『Comic S』、早川書房）
- と、ある日のわたしとタケル（2016年1月20日、『Comic M』、早川書房）
- お昼（2016年5月5日、『ユースカ』第五号）
- ロンリープラネット（『S-Fマガジン』2016年6月号、早川書房）
- と、ある日のきみとぼく（『S-Fマガジン』2016年10月号、早川書房）
- と、ある日の訪問者（『S-Fマガジン』2017年2月号、早川書房）
- そして タラもいなくなった（『ミステリマガジン』2017年3月号、早川書房）
- と、ある日の月と翻訳機（『S-Fマガジン』2017年4月号、早川書房）
- と、ある日のアルバイト（『S-Fマガジン』2017年6月号、早川書房）
- と、ある日のズゥン（『S-Fマガジン』2017年8月号、早川書房）
- と、ある日の二人っきり（『S-Fマガジン』2017年10月号、早川書房）
- オカリちゃんちのお兄ちゃん（『モーニング』2017年40号、講談社）
- と、ある日のシンプル・イズ・ベスト（『S-Fマガジン』2017年12月号、早川書房）
- と、ある日の余分なもの（『S-Fマガジン』2018年2月号、早川書房）
- と、ある日のまわりくる（『S-Fマガジン』2018年4月号、早川書房）

### 挿絵・イラスト
- ONE（戸次重幸、メディアファクトリー ダ・ヴィンチブックス）
- きょうの日はさようなら(一穂ミチ、集英社オレンジ文庫）
- 少女か小説か（松永天馬、集英社文庫）
- サナキの森（彩藤アザミ、新潮文庫）
- 母の愛、僕のラブ（柴田葵、書肆侃侃房）
- スクールカースト殺人教室（堀内公太郎、新潮社 新潮文庫nex）
- スクールカースト殺人教室 リベンジ（堀内公太郎、新潮社 新潮文庫nex）
- 講談社オーディション「ミスiD 2022」キービジュアル[16]（2021年7月）

### 書籍
- 『変身のニュース』講談社、2012年11月22日、ISBN 978-4-06-387166-1
- 『僕は問題ありません』講談社、2013年8月23日、ISBN 978-4-06-387236-1
- 『夢から覚めたあの子とはきっと上手く喋れない』講談社、2014年5月23日、ISBN 978-4-06-388338-1
- 『ホーリータウン』講談社、2015年9月23日、ISBN 978-4-06-388338-1
- 『夕方までに帰るよ』講談社、2015年9月23日、ISBN 978-4-06-388507-1
- 『アダムとイブの楽園追放されたけど…』講談社、全2巻
  1. 2018年4月23日、ISBN 978-4-06-511287-8
  2. 2018年12月20日、ISBN 978-4-06-514114-4
- 『なくてもよくて絶え間なくひかる』小学館、2018年8月17日、ISBN 978-4-09-128465-5
- 『培養肉くん』KADOKAWA 既刊1巻
  1. 2018年9月28日、ISBN 978-4-04-735330-5
- 『と、ある日のすごくふしぎ』早川書房、2020年9月17日発売[17]、ISBN 978-4-15-209969-3
- 『宮崎夏次系傑作選 なんかいつかの魔法』講談社、2022年10月21日[18]、ISBN 978-4-06-529504-5

## 出演
- アフター6ジャンクション（10月26日放送[19]、TBSラジオ） - 放送メディア初出演[19]。